# Lonaconing
Lonaconing – miasto w Stanach Zjednoczonych, w stanie Maryland, w hrabstwie Allegany.